# Ball dels Salvatges
El Baile de los Salvajes (en catalán ribagorzano y oficialmente Ball dels Salvatges) es una representación tradicional del siglo XIV que se realiza en Benabarre, en la Ribagorza, en agosto, desde 2010 con carácter bienal. Se trata de una representación que une teatro, música y danza en la que  participan alrededor de 100 vecinos del pueblo. En 2016, fue declarado fiesta de interés turístico de Aragón.
Después de perderse a principios del siglo XX, se hizo un intento de recuperarla en 1956 sin éxito. Finalmente se recuperó definitivamente en 2007 gracias a escritos manuscritos, partituras y fotografías antiguas.

## Origen legendario o mitológico
El personaje fabuloso del salvaje ha sido parte de las tradiciones y del folklore europeo durante siglos, pero se ha ido perdiendo con el tiempo. El salvaje simboliza todo aquello que dejamos atrás cuando nos volvemos seres civilizados, pero que también echamos de menos de vez en cuando. El deseo salvaje de las mujeres, la vida en armonía con la naturaleza, los deseos e instintos más primitivos.
El Ball dels Salvatges es una representación alegórica en torno al amor, donde se ven representadas tres formas diferentes de amar: el amor cortés, la virilidad y la lujuria. Las damas, finalmente, rechazan y aceptan las tres a la vez, como símbolo de que sólo la fusión de las tres es la receta del amor eterno.
La irrupción de los salvajes, generando el caos, apela a sentimientos igual de primitivos: el miedo a las fuerzas de la naturaleza y a la barbarie.

## Historia
Las primeras referencias al Ball dels Salvatges y representaciones similares datan del siglo XIV. Era una tradición extendida por gran parte de Europa, pero que se fue transformando o perdiendo con el paso del tiempo. Esta transformación hizo aparecer festividades diferentes emparentadas con el Ball dels Salvatges, como son Carnaval y la Fiesta de los locos. Concretamente, en Benabarre se representó de manera ininterrumpida desde el siglo XIV hasta comienzos del siglo XX. Esta desaparición tardía ayudó a hacer una representación en 1956, basada en memorias de quienes lo habían visto previamente y todavía recordaban en qué consistía. A pesar de que no quedó arraigada, la del año 1956 es la representación que hace de nexo entre las representaciones antiguas y las actuales.
En 2007, después de un trabajo documental encabezado por el historiador y etnógrafo Manuel Benito Moliner, en colaboración con numerosos vecinos, y especialmente de Sebastián Visa y Rafael Lacorte; el Ball dels Salvatges volvió a representarse de manera ininterrumpida después de cien años. Entre 2007 y 2010 tuvo lugar anualmente, y a partir del año 2010, se representa bienalmente.
En 2016 fue declarado Fiesta de interés turístico de Aragón por cumplir los requisitos establecidos, entre ellos el "tratarse de una celebración original, elemento fundamental de la tradición popular de la localidad surgida en el siglo XIV y que en la actualidad supone una representación única por su complejidad, con danzas llenas de simbolismo, música en directo, sátiras de actualidad, teniendo como protagonista al personaje fabuloso del salvaje que ha formado parte de la tradición y folklore de toda Europa durante siglos".
En 2019, le fue otorgado el "Sello de excelencia turística en Aragón" por parte de RedAragón.
Debido a la pandemia de COVID-19, la representación que se debía producir en 2020 se pospuso a 2021.

## Participantes
A pesar de que activamente  participan unas 100 personas, se  ven involucradas muchas más entre músicos, vestuario, maquillaje, efectos especiales y técnicos de sonido e imagen.

### Personajes[11][10]
- Embajadores del amor (pareja homenajeada): Al tratarse de una representación en torno al amor, cada año se escoge una pareja a la que se dedicará la representación del año.
- Damas: 12 chicas a las que se corteja. Ataviadas con elegantes vestidos y delantal blanco como símbolo de pureza. Se dejan cortejar por todos, pero no se rinden a ninguno.
- Caballeros o bailadores: 12 jóvenes que intentarán conquistar a las damas. Ataviados elegantemente, con pantalones negros, camisa blanca, chaleco, fajín dorado, sombrero con cintas y una espada. Son la representación del amor cortés y la caballerosidad, e intentan conquistar a las damas de manera noble.
- Cazadores o "blanquillos": 12 hombres que también intentan conquistar a las damas. Más rudos que sus predecesores, son hombres caballerescos y guerreros, dotados de gestos militares. Visten de blanco, con una faja, cintas y un pañuelo en la cabeza rojos y llevan una ballesta decorada con flores. Basan su conquista en la virilidad y el decoro.
- Salvajes: Tantos como se pueda, son la turba salvaje. Gente rudimentaria, con formas primitivas. Visten pieles de animales, plantas, sacos, llevan palos y bastones, y van sucios. Dentro de este grupo destacan los gastadores, que son los que intentarán conquistar a las damas. Representan la lujuria y los instintos primitivos.
- Juzgados: Varían en número y forma cada año, pero siempre tratan temas de actualidad, tanto del pueblo, como más generales.
- Narradores: Llevan el hilo de la representación, especialmente las actuadas, y explican el simbolismo de lo que pasa.

## Descripción detallada de la representación
El Ball dels Salvatges tiene lugar en la plaza mayor, y consta de tres grandes partes, dos de danza separadas por una de teatro. La representación empieza con la entrada de los narradores. Después de ellos entran las autoridades, precedidas por música y la bandera del pueblo, y a continuación entran  los embajadores del amor. Después de esto, ya puede empezar la representación en sí.
En la primera parte, las doce damas hacen una danza esperando ser conquistadas. Durante la misma, forman un círculo y hacen diversos pasamanos, para acabar colocándose en fila para esperar a los cortejadores. Los primeros en probar suerte son los doce caballeros. Empiezan dando una vuelta a la plaza, y posteriormente, se acercan a las damas y se cambian el sombrero i la espada de forma alterna. Acaban rechazados i con las manos atadas por las damas. A continuación entran los "blanquillos". Empiezan el cortejo haciendo un zigzag entre los caballeros, y les apuntan con las ballestas, obligándoles a sentarse en el suelo. Dan también una vuelta a la plaza con las damas, e inician un baile, que se ve interrumpido.
Esta interrupción es el inicio de la segunda parte, en la que, después de hacer ruido, entra la turba de salvajes por un extremo de la plaza mayor y bajando por ventanas y balcones de las casas. Una vez en escena capturan a todos los grupos de bailadores y a las autoridades presentes. Los salvajes, que portan su bandera, después de capturar a las autoridades, entran en la Casa de la Vila para cambiarla por la bandera oficial de Benabarre. Una vez han "conquistado" el pueblo se disponen a "comer", lanzándolo entre ellos y al público, y hacer alboroto. Es en este momento cuando aparecen en escena quienes serán juzgados. Este juicio es diferente cada año, y es una crítica social de temas de actualidad, que desde el año 2007 ha tratado temas diversos:
- 2007: Forasteros.
- 2008: Turistas.
- 2009: Banca y crisis económica.
- 2010: Año Internacional de la Biodiversidad. Crítica a las malas costumbres en la montaña.
- 2012: Año internacional de la Energía Sostenible. Crítica al derroche energético.
- 2014: Recortes en el medio rural y pérdida de servicios educativos y sanitarios en el pueblo.
- 2016: Repeticiones electorales.
- 2018: Juicios mediáticos. Procés, la Mandada...[11]

Una vez finalizado el juicio, la turba salvaje se va, y los gastadores entran en la casa de la vila para seducir las damas, que  están encarceladas dentro. Éstas, salen con los palos de los gastadores y golpeando el suelo cantan una canción: 
A les dones desta vila, mos tinen que respetar, sobretot ixes salvatges, que acaben d'arribar,
encara que porten faldetes, no haureu de confiar,
que lo que nyai a deball, no mos fa falta ensenyar.
A las mujeres de esta villa, nos tienen que respetar,
sobre todo esos salvajes, que acaban de llegar,
aunque llevan faldas, no habréis de confiar,
que lo que hay debajo, no nos hace falta enseñar.
Para acabar, con la misma melodía de la canción, se hace un baile final donde en primer lugar salen las doce damas haciendo un círculo en medio de la plaza. Seguidamente salen los caballeros, que una vez han quedado alineados con su pareja, ésta, bailando, los introduce en el círculo. El tercer grupo en salir son los "blanquillos" repitiendo el mismo funcionamiento que los caballeros y también quedando en el interior del círculo. Finalmente salen doce bailadores salvajes intentando emular los bailadores, pero haciendo alboroto. Éstos quedan fuera del círculo, y una vez formados los doce cuartetos (cada uno formado por un caballero, un "blanquillo", una dama y un salvaje), se abren hasta ocupar toda la plaza. Cuando están colocados, cambia la música en el "vals de Benabarre" y salen bailando de la plaza.
Después de los saludos finales, y para acabar la fiesta, vuelve a sonar el "vals de Benabarre" y todo el pueblo ocupa la plaza para bailar y acabar juntos el Ball dels Salvatges.

## Otras actividades
Durante la semana del Ball dels Salvatges, el pueblo adorna los balcones. El único punto común entre todos es la temática salvaje, pero cada vecino decora los balcones de su casa con aquello que caracteriza su casa o actividad profesional o industrial, de forma que todas las decoraciones son diferentes.
La mañana del día de la representación, se hace un taller salvatge, donde se fabrican trajes i herramientas para la representación de la tarde. Después del taller, es hace el pasacalles salvatge, donde los que ya están disfrazados i maquillados recorren el pueblo.